# Nuussuaq
Nuussuaq (antigament escrit: Nûgssuaq, en danès: Kraulshavn) és un assentament pertanyent al municipi de Qaasuitsup al nor-oest de Groenlàndia. És l'únic assentament en l'arxipèlag d'Upernavik, localitzat prop de la punta oest de la península Upernavik en la costa nord de la Badia de Baffin.
L'assentament va ser fundat el 1923 com una estació comercial que va créixer després de la Segona Guerra Mundial quan els caçadors de la regió i regions veïnes es van desplaçar a assentaments més grans com Nuussuaq i Kullorsuaq. Actualment Nuussuaq roman com una de les poblacions de caça i pesca més tradicionals de Groenlàndia amb una població estable.

## Història

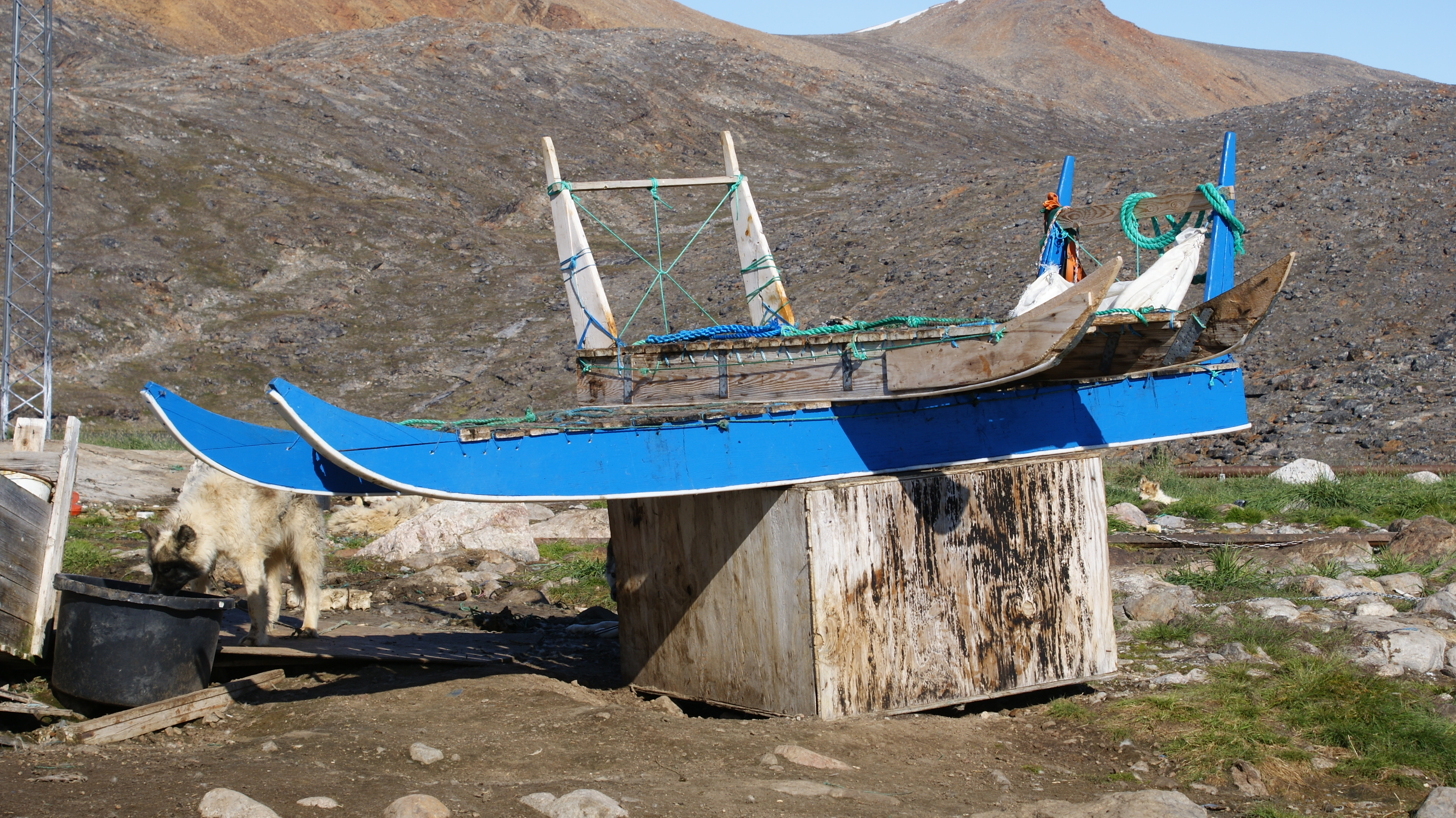
Trineus de gossos que es fan servir encara a l'hivern

### Prehistòria
Els primers migrants arribaren a l'arxipèlag d'Upernavik fa uns 2.000 anys. Aquestes migracions inuits provinents del sud deixaren rastres arqueològics. La cultura Saqqaq disminuí en importància cap a l'any 1000, seguida per migrants de la Cultura Dorset i els quals van ser desplaçats per la Cultura Thule als segles xiii i xiv. Des d'aleshores l'arxipèlag ha estat contínuament habitat.

### Segle XX
Nuussuaq es va fundar el 1923 com una estació comercial, durant la migració provinent del nord des de Upernavik. Primer l'assentament el van poblar caçadors de les actualment poblacions abandonades de : Kuuk, Itissaalik (abandonada el 1957), i Ikermiut (abandonada el 1954).

## Geografia
Nuussuaq es troba a la part nord de l'arxipèlag d'Upernavik a la Badia de Baffin. El nom de l'assentament i la seva península significa "una gran punta" en groenlandès.
Nuussuaq és l'únic assentament dins l'illa de Groenlàndia entre Ukkusissat i el Fiord Uummannaq a la regió de Savissivik. Els altres assentaments són insulars.

## Economia
Caçar i pescar són les activitats principals a la zona. Està entre les 10 poblacions més pobres de Groenlàndia.

## Població
El 2010, Nuussuaq tenia 204 habitants.
74° 07′ N, 57° 04′ O / 74.117°N,57.067°O